# Quixaba (Paraíba)
Pour les articles homonymes, voir Quixaba.
Quixaba est une ville brésilienne du centre de l'État de la Paraíba.
Sa population était estimée à 1 433 habitants en 2007. La municipalité s'étend sur 117 km2.